# Jermaine Bucknor
Jermaine Bucknor (nacido el 1 de noviembre de 1983 en Edmonton, Alberta) es un exjugador y actual entrenador de baloncesto canadiense con nacionalidad jamaicana, que ocupaba la posición de alero. Desde 2023 es entrenador asistente de los Boston Celtics

## Trayectoria deportiva
Bucknor jugaría durante 4 temporadas en los Richmond Spiders y tras no ser drafteado en 2006, daría el salto al baloncesto profesional en Europa, en concreto, en las filas del Limoges.
Más tarde, se convertiría en un trotamundos del baloncesto europeo jugando en una gran cantidad de diversos países como Polonia, Francia, Canadá, Alemania, Argentina y Bélgica.
En verano de 2015, llega a Bélgica para jugar en el Belfius Mons-Hainaut, procedente del TBB Trier.